# Недєльне
Недєльне (рос. Недельное) — село в Малоярославецькому районі Калузької області Російської Федерації.
Населення становить 855 осіб. Входить до складу муніципального утворення Село Недельне.

## Історія
Від 2004 року входить до складу муніципального утворення Село Недельне.

## Населення
| 2002 | 2010 |
| ---- | ---- |
| 866  | ↘855 |